# Celine & Michiel
Celine & Michiel, of kortweg Cemi, is een Belgisch duo op sociale media dat vooral bekend geworden is door TikTok en YouTube. Het duo bestaat uit Céline Dept en Michiel Callebaut.
Celine & Michiel maken voornamelijk video's over dansjes, liedjes, voetbal, vlogs en trending content.

## Loopbaan
Céline leerde TikTok kennen in april 2019 via haar vriend Michiel Callebaut. Michiel was toen drie jaar bezig met een YouTube-kanaal gericht op voetbal. Toen Céline startte met TikTok raakte ze razendsnel populair, waardoor de twee influencers gezamenlijke content begonnen te maken.
Celine & Michiel richten zich naar eigen zeggen op een doelgroep van 6- tot 10-jarigen. Hun content bevat betaalde reclame. In augustus 2020 lanceerden ze in samenwerking met modemerk ZEB een kledinglijn, maar ze gaven in hun video's niet aan dat het om betaalde promotie ging.
In februari 2020 vond hun eerste 'meet & greet' plaats, wat de media haalde doordat er een file ontstaan was op de autosnelweg wegens de aanwezigheid van honderden fans.
In augustus 2020 overwogen Celine & Michiel klachten neer te leggen tegen youtuber Acid na een commotie op YouTube. Acid publiceerde een aantal kritische video’s over het duo en insinueerde ook dat ze één van zijn video’s hadden laten verwijderen (Celine & Michiel ontkennen dit echter). Het duo deelde in een emotionele video dat ze  haatberichten en bedreigingen van voornamelijk minderjarige fans van Vandergunst hadden ontvangen. Om influencers bewust te maken van hun verantwoordelijkheid, stelde Vlaams minister van Media Benjamin Dalle toen voor om een gedragscode voor influencers op te stellen. Celine & Michiel besloten uiteindelijk om geen klacht in te dienen.
In januari 2021 kwam het koppel onder vuur te liggen door dierenrechtenorganisatie Gaia toen ze een puppy kochten bij een broodfokker. Het duo zei niet op de hoogte te zijn geweest van 'welke praktijken in zulke bedrijven plaatsvinden.' Na deze heisa besloot Studio 100 om de CEMI-flyer, zoals de attractie naar het duo genoemd zou worden, te schrappen.

## Discografie
Liedjes verschijnen onder de artiestennaam CEMI op hun socialemediakanalen. Verschillende parodieën werden in thema van de coronapandemie in 2020 gemaakt.

#### Originele liedjes
- Zo Bijzonder (2020)
- Merry Christmas (2020)

#### Parodieën
- Het mondmasker lied
- Het blijf binnen lied
- Het quarantaine lied
- Het lockdown lied

## Prijzen
| Jaar | Prijs                      | Categorie                  | Resultaat   |
| ---- | -------------------------- | -------------------------- | ----------- |
| 2021 | De Jamies                  | Beste Vlog                 | Genomineerd |
| 2021 | De Jamies                  | Beste Dans & Muziek        | Genomineerd |
| 2021 | Het gala van de gouden K's | YouTube-hit van het jaar   | Gewonnen    |
| 2022 | Het gala van de gouden K's | YouTube-hit van het jaar   | Genomineerd |
| 2023 | De Jamies                  | Quarter Life Achievement   | Genomineerd |
| 2023 | Het gala van de gouden K's | Online kanaal van het jaar | Genomineerd |
| 2024 | De Jamies                  | Long Jamie                 | Genomineerd |
| 2024 | De Jamies                  | Short Jamie                | Genomineerd |